# 10 Pułk Piechoty Honwedu
10 Pułk Piechoty Honwedu (HonvIR 10, HIR.10) – pułk piechoty królewsko-węgierskiej Obrony Krajowej.  

## Historia pułku
Pułk został utworzony w 1886 roku. Okręg uzupełnień – Eger (niem. Erlau).
Kolory pułkowe: szary (niem. schiefergrau), guziki złote. Skład narodowościowy w 1914 roku 98% – Węgrzy. 
Komenda pułku oraz I i II batalion stacjonowały w Miszkolcu, natomiast III batalion w Egerze.
W 1914 roku wszystkie bataliony walczyły na froncie bałkańskim. Bataliony wchodziły w skład 39 Brygady Piechoty Honwedu należącej do 77 Dywizji Piechoty Honwedu, a ta z kolei do VI Korpusu 4 Armii.

## Dowódcy pułku
- płk Samuel Daubner (1914[3])